# Cromemco Sistema 400

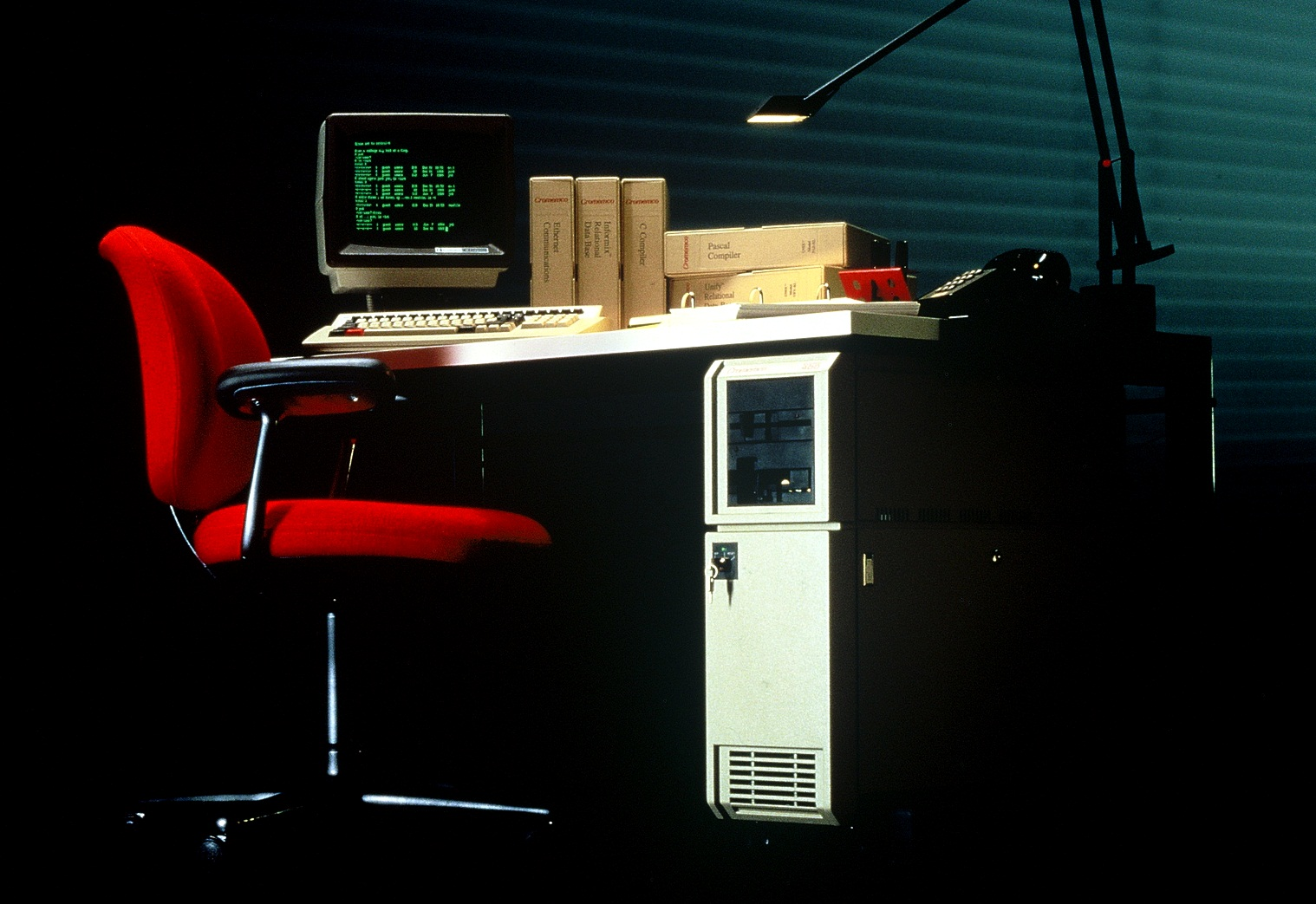
El Sistema 400 de Cromemco

El  Sistema 400 de Cromemco (modelo CS-400) era un microcomputador introducido por Cromemco en 1985 basado en el bus S-100. El Sistema 400 tenía una configuración en torre, con ruedas, para que el computador pudiera caber debajo o al lado de un escritorio. El CS-400 usó la unidad central de procesamiento XPU de Cromemco basada en el microprocesador MC68010 de Motorola. En 1986 Cromemco lanzó una nueva versión del sistema (el modelo CS-420) y en 1988 la última versión (el modelo CS-460).  El CS-420 y el CS-460 usaron la unidad central de procesamiento XXU de Cromemco basada en el microprocesador MC68020 de Motorola.

## Historia

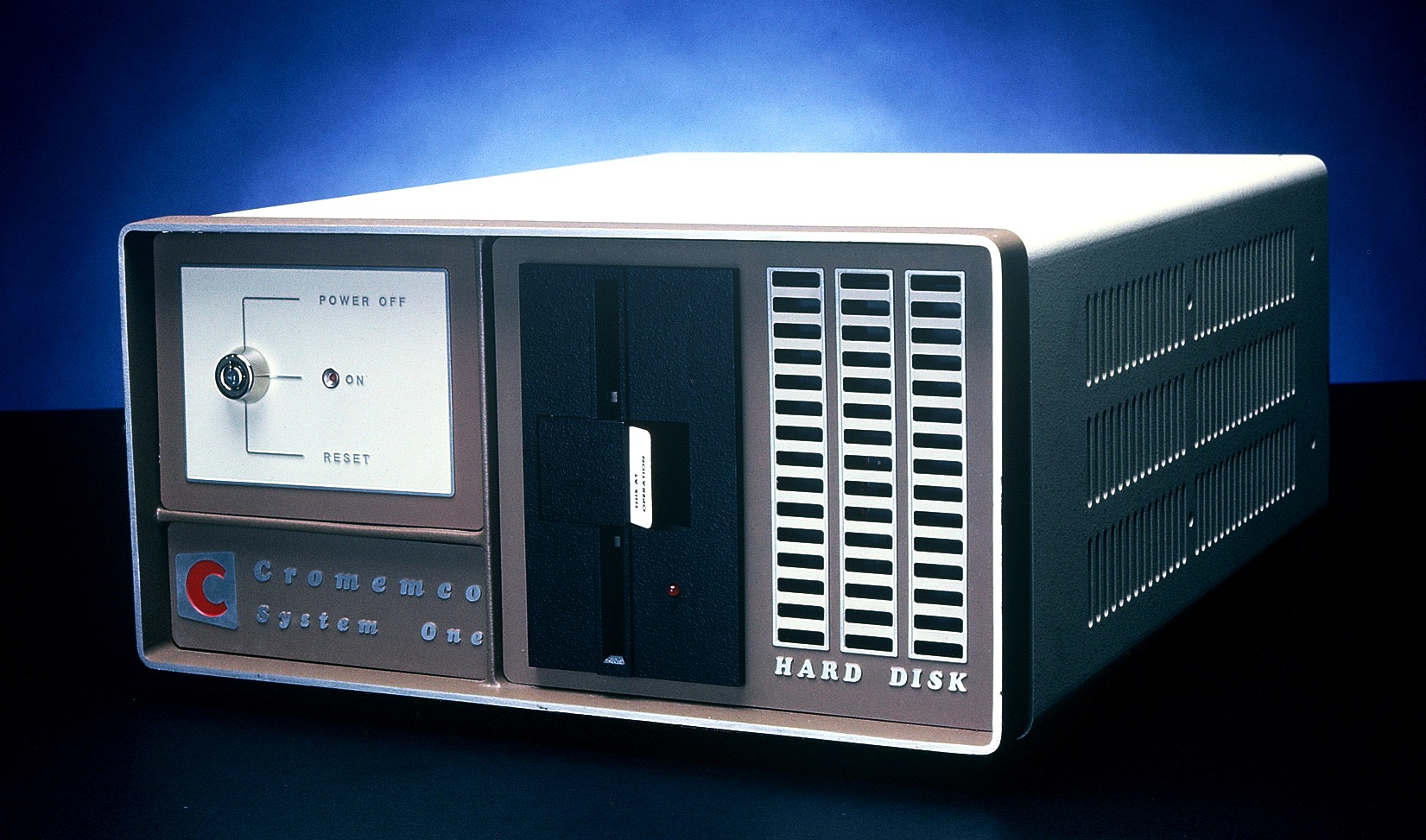
El Sistema Uno (modelo CS-1H) era un computador de escritorio

A principios de 1984, antes del lanzamiento del Sistema 400, Cromemco ofrecía tres familias de microcomputadores: el Sistema Uno, el Sistema Dos (basado en el Cromemco Z-2), y el Sistema Tres. Estos computadores fueron ofrecidos con la unidad central de procesamiento ZPU de Cromemco (que usó el microprocesador Zilog Z-80)  o el DPU (que usó ambos los microprocesadores Zilog Z-80 y Motorola MC68000).
| Sistema      | Sin Discos con ZPU | Disco Flexible con ZPU | Disco Flexible Disco Duro con ZPU | Disco Flexible Disco Duro con DPU |
| ------------ | ------------------ | ---------------------- | --------------------------------- | --------------------------------- |
| Sistema Uno  | -                  | CS-1                   | CS-1H                             | CS-100                            |
| Sistema Dos  | Z-2                | Z2-D                   | Z-2H                              | CS-200                            |
| Sistema Tres | -                  | CS-3                   | CS-3H                             | CS-300                            |

El Sistema Uno era un computador de escritorio;  los Sistemas Dos y Tres eran computadores para montar en un bastidor. En esa época el uso de computadores en oficinas había aumentado y los computadores de configuración en torre fueron ganando popularidad. Por eso Cromemco desarrolló el CS-400 para poder ofrecerle a sus clientes un computador de configuración en torre.

## Especificaciones y evolución

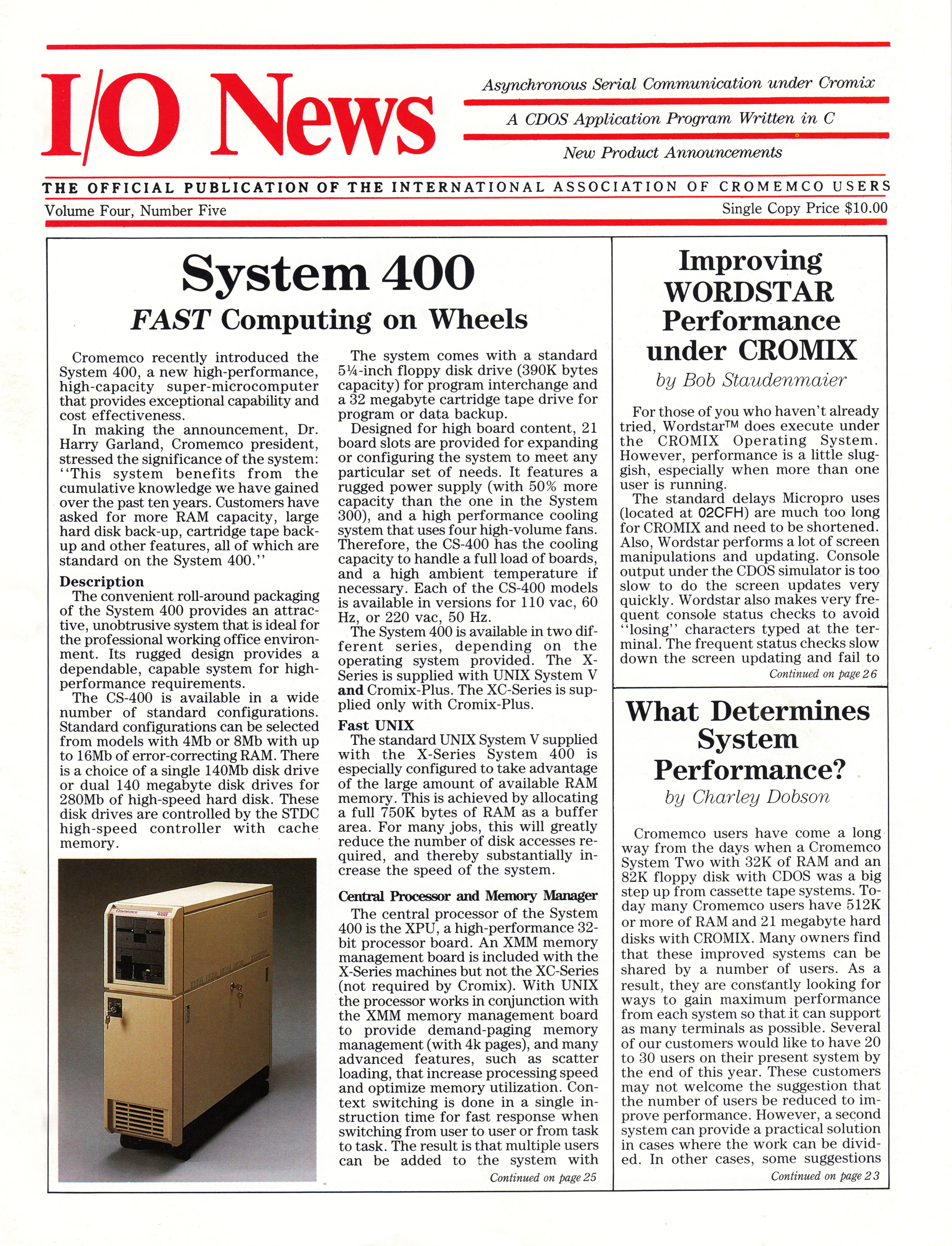
El Sistema 400 fue introducido en la portada de I/O News en julio de 1985

El chasis del CS-400, diseñado por Eric Xanthopoulos de Cromemco,  tenía una placa madre de bus S-100 con 21 ranuras. El CS-400 utilizó una nueva unidad central de procesamiento desarrollada por Cromemco se llama el XPU. El XPU de Cromemco usó el microprocesador MC68010 de Motorola.
Para lograr una alta confiabilidad Cromemco usó una memoria con código de corrección de error (ECC) en el CS-400. El sistema de memoria consistía en una placa de gestión de memoria (la Cromemco XMM) y una o más placas de almacenamiento (llamadas en inglés MSU por “memory storage unit”). La MSU de Cromemco con más almacenamiento fue el modelo 2048MSU con 2 MB de almacenamiento. Un CS-400 con ocho placas de 2048MSU podría lograr 16 megabytes de almacenamiento.
El CS-400 tenía una o dos unidades de disco duro, cada una con una capacidad de 140MB. El CS-400 también tenía una unidad de cinta; la capacidad de cada cartucho de cinta era de 32 MB.  
El sistema operativo para el CS-400 era UNIX o CROMIX. El CS-400 era un sistema multiusuario y cada CS-400 tenía una placa de interfaz que se llamó Octart con conexiones RS-232 para ocho usuarios. Con la adición de otro Octart el CS-400 podía servir hasta 16 usuarios.

### El CS-420

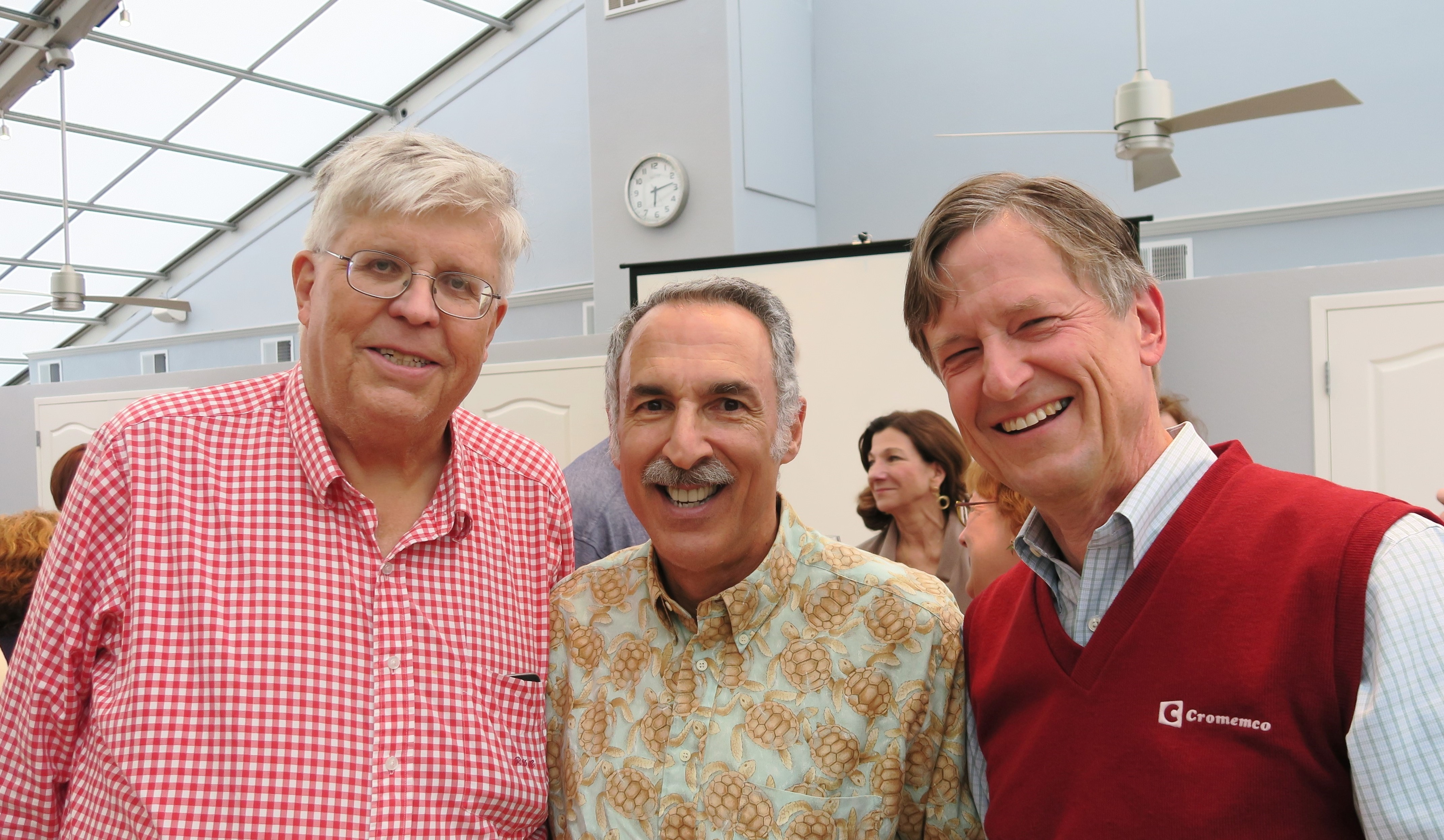
Ed Lupin, diseñador del XXU, con Roger Melen, cofundador de Cromemco, y Tom McCalmont, director de desarrollo de software. (De izquierda a derecha: el Dr. Roger Melen, el Ing. Ed Lupin, el Ing. Tom McCalmont.)

En 1986 Cromemco lanzó una nueva versión del Sistema 400 que se llamó CS-420. Como el CS-400, el CS-420 tenía una placa madre bus S-100 con 21 ranuras pero utilizó una nueva unidad central de procesamiento, el XXU, en lugar del XPU.  El XXU, diseñado por Ed Lupin de Cromemco, utilizó el microprocesador MC68020 de Motorola junto con el coprocesador MC68881.  Ambos el MC68020 y el MC68881 utilizaron una señal de reloj de 16,7 MHz.
El CS-420 era un sistema rápido y confiable. Para aumentar la velocidad del sistema, el CS-420 tenía memoria caché, situada entre la unidad central de procesamiento y la memoria de acceso aleatorio para acelerar el intercambio de datos. Para aumentar la confiabilidad del sistema, el CS-420 tenía memoria con código de corrección de errores, como el CS-400, y además tenía software de diagnóstico XDOS, escrito por Herb Lewis de Cromemco, para asegurarse de que el sistema entero estuviera funcionando bien.
El CS-420, con el sistema operativo UNIX, podía servir hasta 64 usuarios.

### El CS-460

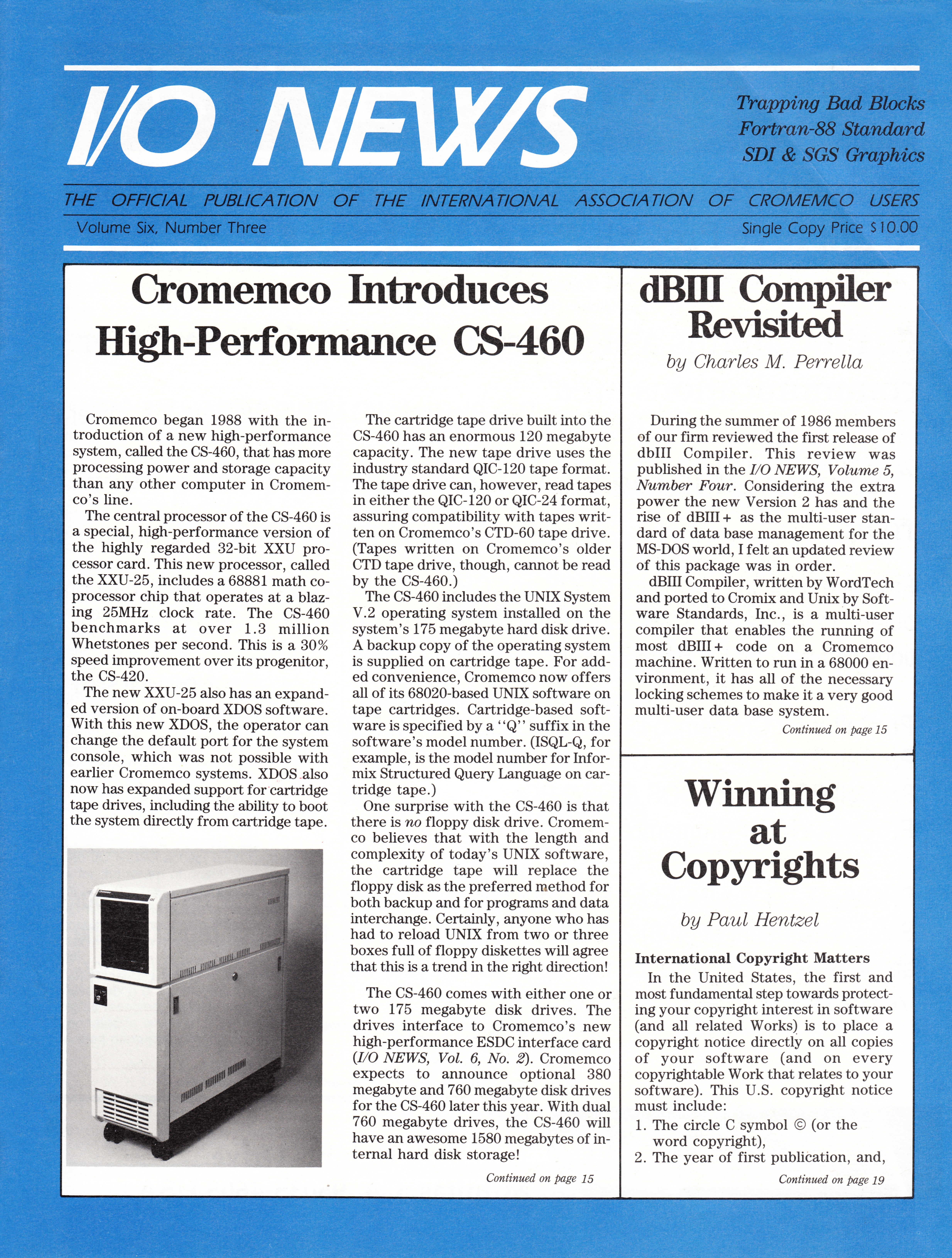
El Sistema 460 fue introducido en la portada de I/O News en enero de 1988

En 1988 Cromemco lanzó el modelo CS-460. En el CS-460 la señal de reloj para el coprocesador MC68881 fue aumentada desde 16,7 MHz hasta 25 MHz para lograr computaciones más rápidas. La capacidad de cada disco duro fue aumentada desde 140 MB hasta 175 MB, y el almacenamiento del cartucho de cinta fue aumentado desde 32 MB hasta 120 MB. Como el CS-420,  el CS-460 podía servir hasta 64 usuarios con el sistema operativo UNIX.
| Sistema | Procesador       | Coprocesador     | Disco duro | Cartucho de cinta |
| ------- | ---------------- | ---------------- | ---------- | ----------------- |
| CS-400  | MC68010 10 MHz   | ninguno          | 2 x 140 MB | 32 MB             |
| CS-420  | MC68020 16,7 MHz | MC68881 16,7 MHz | 2 x 140 MB | 32 MB             |
| CS-460  | MC68020 16,7 MHz | MC68881 25 MHz   | 2 x 175 MB | 120 MB            |

## Instalaciones destacadas

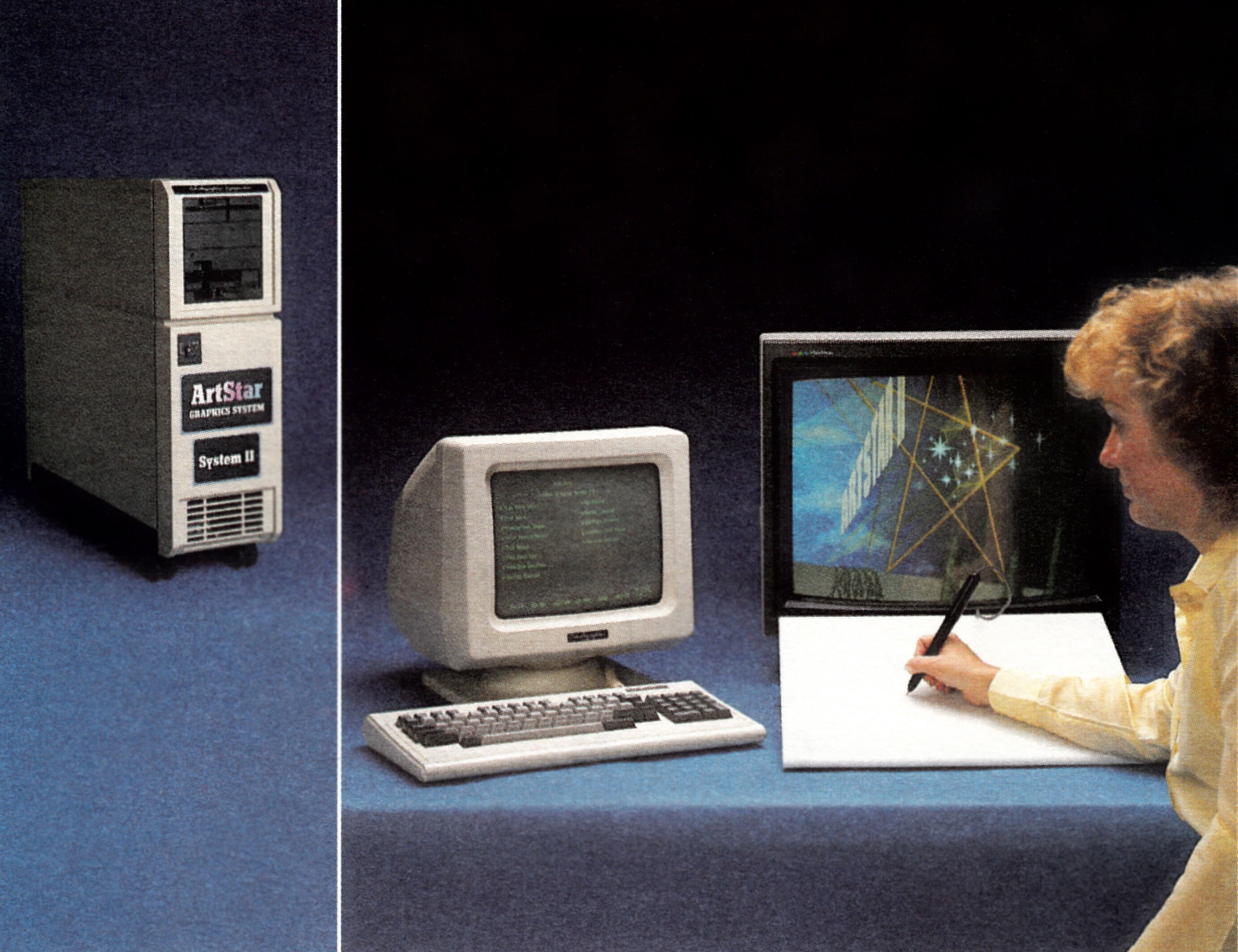
El Sistema Artstar de ColorGraphics Systems basado en el CS-420 de Cromemco

En 1988 la Armada de los Estados Unidos compró computadores CS-420 de Cromemco con el sistema operativo UNIX para desplegar alrededor del mundo para modernizar SUBSHIPS - la administración de la construcción, conversión y reparación de sus barcos.  La Armada de los Estados Unidos fue un buen cliente de Cromemco, y los sistemas Cromemco fueron los primeros microcomputadores certificados por la Marina de los Estados Unidos para su uso a bordo de barcos y submarinos de la clase Ohio.
El sistema “ArtStar” de ColorGraphics Systems fue basado en el CS-420 con la gráfica interface “S-series” de Cromemco.  En los ochenta, el sistema ArtStar fue el estándar en la industria de la televisión para la producción de gráficos y arte digital. Los sistemas de Cromemco se utilizaron en 80% de las estaciones de televisión en los Estados Unidos.
El primer computador CS-400 en Ecuador fue comprado por Rodrigo Grijalva, gerente general de Offsetec S.A. en Quito. Offsetec tenía la responsabilidad de imprimir las guías telefónicas para las ciudades de Quito y Guayaquil, y los datos fueron almacenados en este CS-400.  El software para realizar esta aplicación fue desarrollado por Roberto Gaio de InFotron en Quito.
En Chile el representante de Cromemco era EPROM Ltda. Según el Dr. Jorge Bellet, gerente general de EPROM, el Sistema 400 de Cromemco fue un microcomputador que pudo competir con los minicomputadores en su país. El Dr. Bellet, con sus socios el Dr. Carlos Infante, Carlos Thuene y Mónica Hernández Magofke vendieron sistemas Cromemco a empresas tan prestigiosas como la Compañía de Acero del Pacífico, el Instituto de Investigaciones Agropecuarias, y el Instituto Interamericano de Cooperación para la Agricultura.

## Legado
El Sistema 400 de Cromemco fue el computador bus S-100 más poderoso producido jamás. En 1986 Ed Lupin escribió en la revista S-100 Journal:

“Fue hace solo 10 años que Harry Garland y Roger Melen, cofundadores de Cromemco, acuñaron el nombre “Bus S-100” y se lanzó la placa de procesamiento ZPU. Hoy en día la XXU tiene la potencia de procesamiento 150 veces más de la ZPU. Microcomputadores con la XXU pueden superar algunos de los minicomputadores más capaces, y hacerlo con una relación precio/rendimiento sin igual en la industria."